# Saison 1996 de Super 12
Navigation
Super 12 1997
La saison 1996 de Super 12 est la première édition de la compétition. Elle est disputée par huit franchises d'Australie et de Nouvelle-Zélande et par quatre équipes d'Afrique du Sud qui se sont qualifiées par l'intermédiaire de la Currie Cup. La compétition débute le 1er mars 1996 et se termine le 25 mai 1996 à Auckland. Elle est remportée par les Blues à l'issue d'une finale contre le Natal.

## Équipes participantes
La compétition oppose les douze franchises issues des trois grandes nations du rugby à XV de l'hémisphère sud :
| Franchises sud africaines - Northern Transvaal basée à Pretoria - Transvaal basée à Johannesburg - Natal Sharks basée à Durban - Stormers basée à Le Cap | Franchises australiennes - Brumbies basée à Canberra - Waratahs basée à Sydney - Reds basée à Brisbane | Franchises néo-zélandaise - Blues basée à Auckland - Chiefs basée à Hamilton - Crusaders basée à Christchurch - Highlanders basée à Dunedin - Hurricanes basée à Wellington |

## Classement de la saison régulière
| Rang | Club               | J  | V | N | D | Bo | Bd | Pm  | Pe  | Diff | Pts |
| ---- | ------------------ | -- | - | - | - | -- | -- | --- | --- | ---- | --- |
| 1    | Queensland Reds    | 11 | 9 | 0 | 2 | 4  | 1  | 320 | 247 | +73  | 41  |
| 2    | Blues              | 11 | 8 | 0 | 3 | 8  | 1  | 408 | 354 | +54  | 41  |
| 3    | Northern Transvaal | 11 | 8 | 0 | 3 | 4  | 2  | 329 | 208 | +121 | 38  |
| 4    | Natal Sharks       | 11 | 6 | 0 | 5 | 6  | 3  | 389 | 277 | +112 | 33  |
| 5    | Brumbies           | 11 | 7 | 0 | 4 | 4  | 0  | 306 | 273 | +33  | 32  |
| 6    | Chiefs             | 11 | 6 | 0 | 5 | 2  | 2  | 291 | 269 | +22  | 28  |
| 7    | Waratahs           | 11 | 5 | 0 | 6 | 5  | 3  | 312 | 290 | +22  | 28  |
| 8    | Highlanders        | 11 | 5 | 0 | 6 | 5  | 1  | 329 | 391 | -62  | 26  |
| 9    | Hurricanes         | 11 | 3 | 0 | 8 | 3  | 2  | 290 | 353 | -63  | 17  |
| 10   | Transvall          | 11 | 3 | 0 | 8 | 2  | 2  | 233 | 299 | -66  | 16  |
| 11   | Stormers           | 11 | 3 | 1 | 7 | 0  | 1  | 251 | 353 | -102 | 15  |
| 12   | Crusaders          | 11 | 2 | 1 | 8 | 1  | 2  | 234 | 378 | -144 | 13  |

|  | Qualifiés pour la phase finale (no 1, no 2, no 3, no 4). |

Attribution des points : victoire : 4, match nul : 2, défaite : 0 ; plus les bonus (offensif : 4 essais marqués ; défensif : défaite par 7 points d'écart maximum).
Règles de classement : 1. différence de points ; 2. résultat du match entre les deux franchises ; 3. le nombre d'essais marqués.

## Résultats
| Clubs              | BLU   | BRU   | CHI   | CRU   | HIG   | HUR   | NAT   | NOR   | QUE   | STO   | TRA   | WAR   |
| ------------------ | ----- | ----- | ----- | ----- | ----- | ----- | ----- | ----- | ----- | ----- | ----- | ----- |
| Blues              |       |       | 39-31 |       | 51-29 |       | 30-26 |       |       | 56-44 |       | 48-30 |
| Brumbies           | 40-34 |       |       |       | 70-26 | 35-28 |       | 21-20 | 13-9  |       | 44-31 |       |
| Chiefs             |       | 26-18 |       | 27-26 |       | 15-23 | 17-9  |       |       | 39-17 |       | 44-17 |
| Crusaders          | 18-49 | 7-29  |       |       | 27-29 |       | 18-34 |       |       | 21-16 |       | 16-16 |
| Highlanders        |       |       | 5-22  |       |       | 15-44 |       | 57-17 | 29-15 |       | 33-32 |       |
| Hurricanes         | 28-36 |       |       | 13-36 |       |       |       | 25-32 | 32-16 |       | 27-43 |       |
| Natal Sharks       |       | 23-10 |       |       | 59-29 | 38-20 |       |       | 25-15 | 32-29 | 30-8  |       |
| Northern Transvaal | 51-13 |       | 26-22 | 52-16 |       |       | 25-18 |       |       | 15-13 |       | 36-26 |
| Queensland Reds    | 34-22 |       | 26-23 | 55-23 |       |       |       | 16-25 |       |       |       | 23-26 |
| Stormers           |       | 44-10 |       |       | 29-25 | 52-25 |       |       | 32-11 |       | 6-34  |       |
| Tranvaal           | 23-30 |       | 63-25 | 58-26 |       |       |       | 20-21 | 49-13 |       |       | 28-22 |
| Waratahs           |       | 25-16 |       |       | 25-52 | 35-25 | 7-35  |       |       | 22-30 |       |       |

|  | Victoire à domicile |  | Match nul |  | Défaite à domicile |

## Phase finale
|  | Demi-finales                                 | Demi-finales                            |       |    | Finale                                  | Finale                                  |
|  | Demi-finales                                 | Demi-finales                            |       |    | Finale                                  | Finale                                  |
|  |                                              |                                         |       |    |                                         |                                         |
|  | le 19 mai 1996 à l'Eden Park (Auckland)      | le 19 mai 1996 à l'Eden Park (Auckland) |       |    | le 25 mai 1996 à l’Eden Park (Auckland) | le 25 mai 1996 à l’Eden Park (Auckland) |
|  | le 19 mai 1996 à l'Eden Park (Auckland)      | le 19 mai 1996 à l'Eden Park (Auckland) |       |    | le 25 mai 1996 à l’Eden Park (Auckland) | le 25 mai 1996 à l’Eden Park (Auckland) |
|  | Blues                                        | 48                                      |       |    | le 25 mai 1996 à l’Eden Park (Auckland) | le 25 mai 1996 à l’Eden Park (Auckland) |
|  | Blues                                        | 48                                      |       |    | le 25 mai 1996 à l’Eden Park (Auckland) | le 25 mai 1996 à l’Eden Park (Auckland) |
|  | Northern Transvaal                           | 11                                      |       |    | le 25 mai 1996 à l’Eden Park (Auckland) | le 25 mai 1996 à l’Eden Park (Auckland) |
|  | Northern Transvaal                           | 11                                      | Blues | 45 |                                         |                                         |
|  | le 18 mai 1996 au Suncorp Stadium (Brisbane) |                                         | Blues | 45 |                                         |                                         |
|  |                                              | Natal                                   | 21    |    |                                         |                                         |
|  | Reds                                         | Natal                                   | 21    | 25 |                                         |                                         |
|  | Reds                                         |                                         |       | 25 |                                         |                                         |
|  | Natal                                        | 43                                      |       |    |                                         |                                         |
|  | Natal                                        | 43                                      |       |    |                                         |                                         |